# Флаг Тельченского сельского поселения
Флаг муниципального образования Тельченское сельское поселение Мценского района Орловской области Российской Федерации — опознавательно-правовой знак, служащий официальным символом муниципального образования.
Флаг утверждён 29 сентября 2011 года и 2 ноября 2011 года внесён в Государственный геральдический регистр Российской Федерации с присвоением регистрационного номера 7242.

## Описание
«Прямоугольное полотнище голубого цвета с соотношением ширины к длине 2:3, посередине которого изображён жёлтый ястреб с воздетыми и распростёртыми крыльями, летящий к древку».

## Обоснование символики
Тельченское сельское поселение расположено на северо-западе Мценского района. Часть границы муниципального образования проходит по берегу реки Оки, одной из крупнейших рек европейской части России.

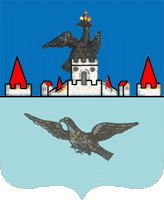
Герб Дешкина

Эти места имеют многовековую историю. Близость к крупным городам — Орлу, Мценску, Болхову стала залогом активного освоения края.
Одно из старейших сёл, расположенных на территории современного муниципального образования — Дежкино (ранее Дешкино) имеет интересную историю.
Первое упоминание о деревне с таким названием встречается в Писцовых книгах 1620—1623 года. Первоначально ничем не примечательное село, расположенное на берегу Оки, со второй половины XVII века приобретает важное значение.
Дешкино было первым постоянным судоходным пунктом в верховьях Оки.
В изданном в 1787 году Топографическом описании Орловского наместничества о селе написано:
«Знаменито оно было тем, что тут уже река Ока становится глубже и всякия суда ходят во всякое время без всякой помощи, так же и запасными соляными магазеины, ибо до сего села, суда солью нагруженныя на волне тянутые вверх ею и потом Окою рекою и дошед до сего места выгружают, а оттуда уже сухим путём развозится в прочие города бывшей Белогородской губернии…».
Ставшее за столетие крупным торговым центром, Дешкино в 1778 году по Указу императрицы Екатерины II приобретает статус уездного города Орловского наместничества, а 16 (27) августа 1781 года городу был пожалован герб, описание которого гласит: в верхней части щита — герб Орловский, в нижней — «Летящий ястреб, в голубом поле; по причине той, что сего рода птиц в окрестностях сего города весьма много».
Близость к крупным городам, послужившая развитию Дешкина, со временем стала причиной упадка. В статусе города село просуществовало ровно 20 лет. Но память об этих важных страницах истории сохранена. История России писалась не только в столицах, небольшие города и сёла, тоже играли свою роль в становлении и развитии государства, его экономики. Использование композиции исторического герба Дешкина в качестве официального символа современного муниципального образования, в которое он входит, символизирует бережное отношение местных жителей к своему прошлому, традициям. Это память о делах многих поколений местных жителей, вложивших свой труд, свои силы в развития края, в благоустройстве своей малой Родины.
Традиционная символика фигур флага:
Ястреб — символ стремительности, полёта, победы, свободы.
Жёлтый цвет (золото) — символ богатства, стабильности, энергии, тепла, уважения, интеллекта.
Голубой цвет (лазурь) — символ чести, благородства, духовности; цвет бескрайнего неба и водных просторов.